# Металлофизика и новейшие технологии
«Металлофизика и новейшие технологии» (Металлофиз. новейшие технол.) — ежемесячный научный журнал, публикующий статьи и обзоры, содержащие результаты экспериментальных и теоретических исследований в области физики и технологий металлов, сплавов и соединений с металлическими свойствами; рецензии на монографии; информацию о конференциях, семинарах; сведения по истории металлофизики; рекламу новых технологий, материалов, приборов. В 2017 г. SJR = 0,212, SNIP = 0,467 (Scopus), h-индекс =
10, импакт-фактор — 0,32 (Scimago). Предназначается для научных работников, аспирантов, студентов - физиков старших курсов, преподавателей.